# 中華人民共和国とエチオピアの関係
中華人民共和国とエチオピアの関係（ちゅうかじんみんきょうわこくとエチオピアのかんけい、英語: People's Republic of China–Ethiopia relations）は1970年に成立した。エチオピアは北京に大使館があり、中華人民共和国はアディスアベバに大使館がある。2016年から2018年までに、エチオピアにおける中国の直接投資（FDI）は40億ドルに達し、二国間貿易は54億ドルに達している。

## 歴史
中国とエチオピアが最初に直接接触した時期がいつ頃かは正確にはわかっていない。中国研究者のA.ヘルマンは、西暦1年から6年の間に「アガジ」または「アガジン」の国から前漢の平帝の宮廷に到着した生きたサイがアフリカの角から来たと信じていたが、他の中国研究者はその国を中国にもっと近いマレーシア、インド、またはインドネシアと推測している。エチオピアの専門家リチャード・パンクハーストは、唐の時代（618-907年）までに「中国人は少なくともアフリカの角の一部を知っていて、直接ではないにしても間接的にソマリアの沿岸部と交易をしていた」と確信している。その時期以降、中国はエチオピアやアフリカの角だけでなく、東アフリカ沿岸の人々と交易を行い、象の牙、サイの角、真珠、アフリカジャコウネコの麝香、竜涎香、奴隷などを手に入れた。中国人は元の時代からアフリカ人との直接貿易を始め、それは現代の文書だけでなく、中国の通貨や磁器の考古学的発見からも証明されている。 
このような初期の商業的接触にもかかわらず、どちらの側も20世紀まではお互いの外交活動にあまり関心を示さなかった。中国はイタリアのエチオピア征服を認めなかった5つの政府のうちの1つであった。エチオピアが冷戦下で西側諸国と親しい関係にあったハイレ・セラシエ1世の時代には、関係は悪かった。中国がエリトリア人民解放戦線を支援していたこともあり、1967年から両国間の緊張が高まった。しかし、1970年12月1日、ハイレ・セラッシエが台湾を中国のものとして認めるのと引き換えに、中国がエリトリアをエチオピアのものとして認めることに合意したことで、両国は国交を樹立した。1974 年のエチオピア革命後、短期間の間は関係が良くなったが、エチオピアの軍事政権がソビエト連邦との密接な関係を強めたため、緊張状態に陥った。1991年にエチオピア人民革命民主戦線が政権を握ってからは、外交上の交流が増え、エチオピア経済への貿易や中国の投資が増え、関係は着実に改善してきた。 

## 公的な関係と条約

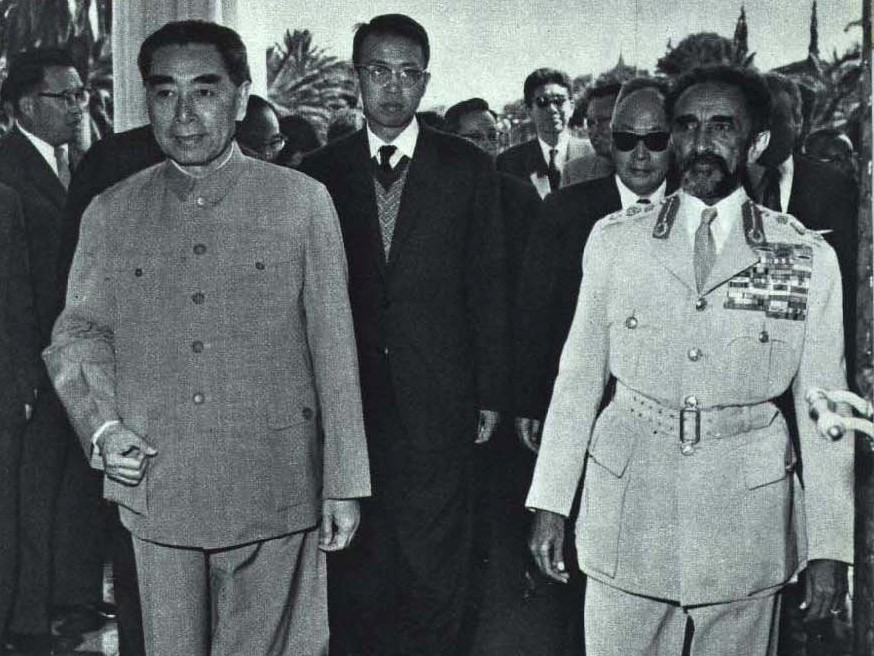
1964年の周恩来とハイレ・セラシエ1世

1964年1月、中国の周恩来首相がエチオピアを訪問した。エチオピアのハイレ・セラシエ皇帝は1971年10月に北京を訪問し、毛沢東に歓迎された。1989年7月、1991年1月、1994年1月には、中国の副総理兼外務大臣である銭其琛がエチオピアを訪問した。1996年5月には中国の江沢民国家主席が訪問した。 
2001年6月、エチオピアの副外相は北京を訪問し、台湾との紛争において「一つの中国」の原則を支持することを表明した。2003年12月、中国の温家宝首相がエチオピアを訪問し、中国・アフリカ協力フォーラムの開会式に出席した。2004年12月には、エチオピアと中国の議長が北京で会談し、両国は協力のあらゆる面での拡大を希望していると共同声明を発表した。  2007年5月、中国商務省のワン・チャオ次官補がアディスアベバを訪問し、1850万ドル相当の債務救済協定に署名した。2008年2月、中国の建設相はアディスアベバで同国の建設相と会談し、両国政府の協力への約束を再確認した。エチオピア建設相は、エチオピアのインフラ整備に中国の建設会社が関与することを歓迎した。2008年11月、中国の全国人民代表大会常務委員会の委員長はエチオピアを訪問し、ギルマ・ウォルドギオルギス大統領を含むエチオピアの高官や政治指導者と会談し、経済協力を強化する方法について話し合った。 
両国間の協定には，経済技術協力協定（1971年、1988年、2002年）、貿易協定（1971年、1976年）、貿易議定書（1984年、1986年、1988年）、貿易・経済・技術協力協定（1996年）、投資の相互促進及び保護に関する協定（1988年）などがある。2009年5月、両国は二重課税を撤廃する協定に署名し、貿易と投資の促進が期待されている。

## 経済関係

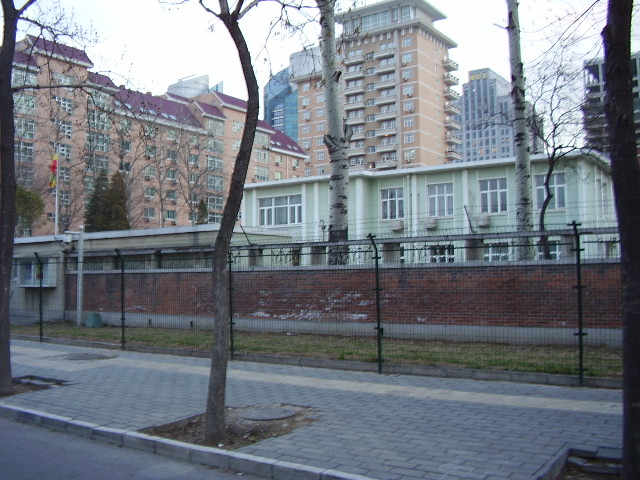
北京のエチオピア大使館

経済関係は多面的である。2000年から2014年までの間に、中国は120億ドル以上の融資を行っている（通常は中国企業が請け負ったインフラプロジェクトに結びついている）。エチオピア経済への中国からの投資は増加しており、中国からの安価な消費財の輸入（2015年には34億ドル）は、エチオピアから中国への輸出（2015年には3億8000万ドル）を大きく上回っている。中国は政治的な理由（アフリカ諸国の中では中国に最も近い統治と発展志向を持ち、アフリカ連合本部を抱える）とビジネスパートナーとして、エチオピアに関心を持っているようだ。エチオピアはインフラ整備に力を入れているため、中国の建設企業にとっては多くの機会が生まれている。また、エチオピアは中国の輸出にとっても重要な市場であり、エチオピアの急速な経済成長に伴って拡大することが予想される。エチオピアでは、電力、交通、雇用機会が拡大し続け、経済成長を刺激し、他国への輸出を促進しているため、中国の金融は政府の正当性の重要な支援となっている。中国の「ビジネスはビジネス」というアプローチは、エチオピアの法的・政治的構造の変化に貢献を結びつけることが多い西側の支援者と比較して、歓迎されている。 

### 直接援助
中国のエチオピアへの援助には、医療チームや教師の派遣、中国に留学するエチオピア人学生への教育奨学金などがある。エチオピアのムラトゥ・テショメ元大統領は中国で教育を受けた。中国の援助プログラムは、エチオピアに専門学校の建設資金を提供した。その計画は中国の職業教育を利用する予定であったが、最終的にはドイツの教育に変更され、生徒たちは工学、自動車、建築、建設などの技術を学んでいる。2009年6月には、中国大使が6000平方メートル規模、100床の近代的な病院として計画された、ティルネシュ・ディババ北京病院の礎を築くことに協力した。中国政府が建設資金を提供し、医療機器や設備を提供する予定である。病院名は、2008年北京オリンピックで2つの金メダルを獲得したエチオピアのランナー、ティルネシュ・ディババにちなんで付けられている。同病院は2011年11月に完成し、エチオピア政府に引き渡された。15人の中国の医療従事者がエチオピアの医療支援に派遣された。 

### インフラ融資
中国政府はエチオピアにも多額の融資を行っており、その中には譲歩的なもの（25%以上が贈与相当分など）もある。これらの融資のほとんどは、2003年に開通したアディスアベバ環状道路のような中国企業による建設プロジェクトに関連している。  
中国による建設プロジェクトの中には、エチオピア政府が資金提供しているものもある。例えば、中国水利水電株式会社は、テケゼ川に607フィートのダムを建設する、推定2億2400万ドルのテケゼ水力発電プロジェクト（2007年完成予定）の作業を2002年に開始した。大規模な地滑りの問題などで遅延した後、2009年7月に最終費用3億6500万ドルで完成し、300メガワットの電力を供給予定である。2009年7月、エチオピアは中国との間で、2,150メガワットの水力発電量となるギベ4ダム（オモ川）とハレレ・ウェラベサダムを中国水利水電株式会社が建設するための合意書に署名した（26億7000万ドル）。中国は、プロジェクト費用の85％を優遇バイヤーズクレジットと譲許的貸し付けで賄う。環境保護主義者のリチャード・リーキーは、オモ川ダムがトゥルカナ湖に起こり得る影響について懸念を表明している。中国輸出入銀行は、2016年に完成したアディスアベバ・ジブチ鉄道（内陸封鎖されたエチオピアの隣国ジブチにある主要港までの鉄道）に資金を提供した。

### 投資と貿易

一帯一路に関連する協力文書に署名した国

2009年までに、エチオピアへの中国の直接投資は9億ドルに達した。 
エチオピアから中国への輸出は、2000年以前はごくわずかであったが、2006年には約1億3000万ドルにまで成長した。 主に胡麻や部分的に仕上げた革などの原料である。一方、中国からエチオピアへの輸出は、1996年には 5000万ドル以下であったが、2006年には4億3000万ドルまで増加している。安価な衣料品や機械、電気製品などである。エチオピア政府は輸入を奨励し、中国製の機器を購入し、買い受け特約付きローンで地元の建設・製造会社に供給している。貿易は急成長を続けている。2015年には二国間貿易は38億ドルに達し、エチオピアの輸出は多くの商品に対する特別割当や関税の取り決めによって奨励されている。アディスアベバ大学の経済学者であるテゲグネ・ゲブレ・エグジイアバーは、OECD用に作成した論文の中で、短期的には中国からの安価な輸入品が地元の生産者に損害を与えている可能性があると指摘している。しかし、長期的には効率性と品質の向上を刺激することが利益になるかもしれない。現地のインフラへの中国の投資は、この結果を支援できるかもしれない。 

## アボレ事件
2007年4月、エチオピアからの独立を目指すソマリ族のグループであるオガデン民族解放戦線の戦闘員が、エチオピア東部のジジガから南に約120km の小さな町アボレの試掘油田で作業員を襲撃した。彼らは、エチオピア人労働者約65人と中国人労働者9人を殺害し、さらに7人の中国人を誘拐した。この油田は、政府所有の中国石油化工（シノペック）の子会社が運営している。シノペック社の広報担当者は、今回の事件は同社の更なる探査を妨げるものではないと述べた。中国外務省は、彼らが中国とエチオピアの関係を妨害しようとしていたことを述べただけで、攻撃者の動機についての議論を避けた。起きたことを調査し、将来の安全性を改善する方法を調べるために中国のチームが派遣された。